# Eric Stoltz

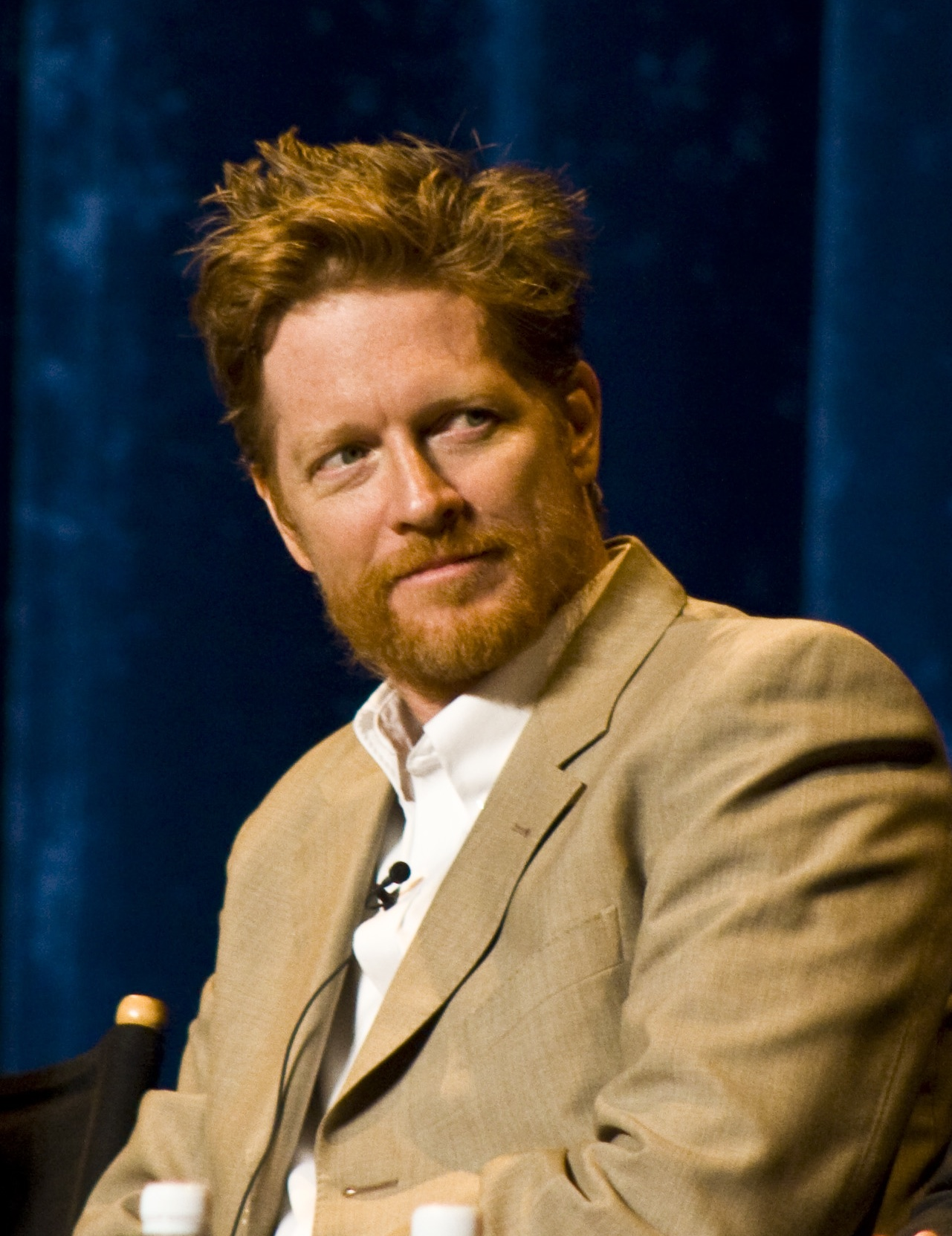
Eric Stoltz (2009)

Eric Cameron Stoltz (* 30. September 1961 in Whittier, Kalifornien) ist ein US-amerikanischer Schauspieler und Filmregisseur.

## Leben
Stoltz studierte Schauspiel an der University of Southern California, von der er jedoch im vorletzten Studienjahr verwiesen wurde. Zu dieser Zeit teilte er sich eine Wohnung mit Anthony Edwards, der später als Dr. Mark Green in der Fernsehserie Emergency Room – Die Notaufnahme bekannt wurde. Später nahm Stoltz in New York Schauspielunterricht bei Stella Adler, William Traylor und Peggy Feury.
Nach ersten Fernsehengagements Ende der 1970er erhielt er 1982 seine erste Filmrolle in der Schülerkomödie Ich glaub’, ich steh’ im Wald. 1985 wurde er für die Hauptrolle in der Filmkomödie Zurück in die Zukunft  besetzt, nach fünf Wochen Dreharbeiten wurden seine Szenen jedoch zugunsten des ursprünglich vom Regisseur favorisierten Schauspielers Michael J. Fox verworfen. Bekannt wurde er 1985 an der Seite von Sängerin Cher durch seine Rolle als Roy L. „Rocky“ Dennis in Die Maske. Zu seinen weiteren Filmen zählt der mehrfach preisgekrönte Film Pulp Fiction von Quentin Tarantino, in dem er einen Drogendealer spielte. Später spielte er in der Arzt-Serie Chicago Hope – Endstation Hoffnung in 24 Episoden von 1998 bis 1999 mit. Daneben trat er in über 20 Theaterproduktionen und Bühnenlesungen bzw. den daraus resultierende Hörbüchern auf und war an Hörspielen, Kurzfilmen, Musikvideos und eigenen Regieprojekten beteiligt, wovon My Horrible Year für einen Daytime Emmy nominiert wurde.
Nach einzelnen Regiearbeiten ab 2001 ist Stoltz seit 2007 regelmäßig als Regisseur für Fernsehserien tätig, unter anderem für populäre Formate wie Grey’s Anatomy, Glee, Nip/Tuck – Schönheit hat ihren Preis, Boston Legal, Californication oder How to Get Away with Murder.
Neben seiner Vorliebe für das Theater ist er ein aktiver Unterstützer freier Filmemacher und Studenten und arbeitet regelmäßig bei Kurzfilmen mit, u. a. bei Jesus and Hutch (2000) und Hello (2003). Für sein Engagement erhielt er 1998 den Indie Supporter Award for Supporting Indie Filmmakers, der alljährlich auf dem Los Angeles Film Festival verliehen wird. Darüber hinaus machte er sich einen Namen als Sprecher von Hörbüchern. Für seine Lesung von Raveling – A Novel of Suspense erhielt er beispielsweise den Audie Award 2001.
Stoltz hat zwei ältere Schwestern, seine Schwester Catherine ist Opernsängerin.

## Filmografie (Auswahl)
Darsteller
- 1978: The Grass Is Always Greener Over the Septic Tank
- 1980: Die Waltons (The Waltons, Fernsehserie, Episode 8x24)
- 1981: Unter der Sonne Kaliforniens (Knots Landing, Fernsehserie, Episode 2x15)
- 1982: Ich glaub’, ich steh’ im Wald (Fast Times at Ridgemont High)
- 1983: Ein Colt für alle Fälle (The Fall Guy, Fernsehserie, Episode 2x19)
- 1983: Chefarzt Dr. Westphall (St. Elsewhere, Fernsehserie, 3 Episoden)
- 1984: Wild Life
- 1985: Codename: Emerald
- 1985: Die Maske (Mask)
- 1987: Ist sie nicht wunderbar? (Some Kind of Wonderful)
- 1987: Sister, Sister
- 1987: Richard Löwenherz und die Kinder Gottes (Lionheart)
- 1988: The Night of the Crow (4 Kurzgeschichten – in „Killing Time“)
- 1989: Die Fliege 2 (The Fly II)
- 1989: Teen Lover (Say Anything…)
- 1990: Memphis Belle
- 1992: Singles – Gemeinsam einsam (Singles)
- 1992: Im Herzen der Rache (The Heart of Justice)
- 1993: Killing Zoe
- 1993: Frasier (Fernsehserie, Episode 1x12)
- 1994: Pulp Fiction
- 1994: Betty und ihre Schwestern (Little Women)
- 1994–1998: Verrückt nach dir (Mad About You, Fernsehserie, 6 Episoden)
- 1995: Rob Roy
- 1995: Fluke
- 1995: Kicking and Screaming
- 1995: God’s Army – Die letzte Schlacht (The Prophecy)
- 1996: Grace of My Heart
- 1996: 2 Tage in L. A. (2 Days in the Valley)
- 1996: Jerry Maguire – Spiel des Lebens (Jerry Maguire)
- 1997: Homicide (Homicide: Life on the Street, Fernsehserie, Episode 5x15)
- 1997: Keys to Tulsa
- 1997: Anaconda
- 1998: Kollision am Himmel (Blackout Effect)
- 1998–1999: Chicago Hope – Endstation Hoffnung (Chicago Hope, Fernsehserie, 24 Episoden)
- 1999: A Murder of Crows – Diabolische Versuchung (A Murder of Crows)
- 2000: Haus Bellomont (The House of Mirth)
- 2000: Tod eines Offiziers (One Kill)
- 2001: Harvard Man
- 2001–2002: Noch mal mit Gefühl (Once and Again, Fernsehserie, 7 Episoden)
- 2002: Law & Order: Special Victims Unit (Fernsehserie, Episode 3x23)
- 2002: Die Regeln des Spiels (The Rules of Attraction)
- 2003: Zachary Beaver – Mein dickster Freund (When Zachary Beaver Came to Town)
- 2004: Butterfly Effect (The Butterfly Effect)
- 2005: Will & Grace (Fernsehserie, Episoden 7x23–7x24)
- 2005: Honeymooners (The Honeymooners)
- 2005: Bermuda Dreieck – Tor zu einer anderen Zeit (The Triangle)
- 2007: Medium – Nichts bleibt verborgen (Medium, Fernsehserie, Episode 3x14)
- 2007: Close to Home (Fernsehserie, 3 Episoden)
- 2009: Grey’s Anatomy (Fernsehserie, 3 Episoden)
- 2009–2010: Caprica (Fernsehserie, 18 Episoden)
- 2011: Leverage (Fernsehserie, Episode 4x01)
- 2014: Blue (Fernsehserie, 4 Episoden)
- 2014: Von 5 bis 7 – Eine etwas andere Liebesgeschichte (5 to 7)
- 2015–2019: Madam Secretary (Fernsehserie, 11 Episoden)

Regisseur
- 2001: Crazy Time – Lernen fürs Leben (My Horrible Year!, Fernsehfilm)
- 2002: Noch mal mit Gefühl (Once and Again, Fernsehserie, Episode 3x13)
- 2005: Law & Order (Fernsehserie, Episode 15x20)
- 2005: The Bulls (Kurzfilm)
- 2007: The Grand Design (Kurzfilm)
- 2007: Boston Legal (Fernsehserie, 2 Episoden)
- 2008: Quarterlife (Fernsehserie, 2 Episoden)
- 2008: Grey’s Anatomy (Fernsehserie, 2 Episoden)
- 2009: Nip/Tuck – Schönheit hat ihren Preis (Nip/Tuck, Fernsehserie, Episode 6x08)
- 2009–2011: Private Practice (Fernsehserie, 4 Episoden)
- 2010: Huge (Fernsehserie, Episode 1x04)
- 2010: Caprica (Fernsehserie, Episode 1x10)
- 2010–2014: Glee (Fernsehserie, 12 Episoden)
- 2011: Off the Map (Fernsehserie, Episode 1x04)
- 2012: Californication (Fernsehserie, Episode 5x06)
- 2012: Made in Jersey (Fernsehserie, Episode )
- 2013: Nashville (Fernsehserie, 3 Episoden)
- 2013: White Collar (Fernsehserie, Episode 5x06)
- 2014: Black Box (Fernsehserie, Episoden 1x05–1x06)
- 2014: Believe (Fernsehserie, Episode 1x13)
- 2014: How to Get Away with Murder (Fernsehserie, Episode 1x07)
- 2014–2016: Madam Secretary (Fernsehserie, 9 Episoden)
- 2017: Class Rank